# Лялицы
Ля́лицы (фин. Läylikkä) — деревня в Кингисеппском районе Ленинградской области. Входит в состав Опольевского сельского поселения.

## История
Лялицы — один из древнейших населённых пунктов Ленинградской области. В Писцовой книге Водской пятины 1500 года упоминается «сельцо Лялицы» (или Лялино) , входившее в состав Воздвиженского Опольском погоста Ямского уезда. В сельце насчитывалось 39 дворов, оно было разделено между тремя владельцами. 14 дворов принадлежало помещикам И. И., Д. И. и Г. И. Сукиным, 13 дворов — помещикам А. М. и В. М. Ратиславским (помещичий двор находился в Лялицах) и 12 дворов — помещику Ф. И. Скобельцыну.
На завершающем этапе Ливонской войны в феврале 1582 года состоялась битва под Лялицами между русскими войсками под командованием князя Д. И. Хворостинина и М. А. Безнина и шведской армией, окончившаяся победой русских войск.
По Столбовскому мирному договору 1617 года Лялицы, вместе со всем Ямским уездом Водской пятины, были переданы в состав Швеции.
По данным шведских писцовых книг 1618—1623 годов в Lälitza By насчитывалось 34 двора. Из-за последствий Смуты в деревне было 6 дворов «обедневших» и 11 бобыльских. В отличие от большинства ингерманландских деревень, Лялицы в шведский период не подверглись финнизации, население деревни осталось преимущественно русским.
На карте Ингерманландии А. И. Бергенгейма, составленной по шведским материалам 1676 года, упоминается как деревня Lälitsby.
На шведской «Генеральной карте провинции Ингерманландии» 1704 года — как деревня Lätitza bÿ.
В начале XVIII века Лялицы вновь вошли в состав России.
Как деревня Латица она обозначена на «Географическом чертеже Ижорской земли» Адриана Шонбека 1705 года.
А на карте Санкт-Петербургской губернии Я. Ф. Шмидта 1770 года — как Лялицы.

ЛЯЛИЦЫ — деревня господ графов Шуваловых, число жителей по ревизии: 259 м. п., 297 ж. п.; В оной: мукомольная мельница. (1838 год)

В пояснительном тексте к этнографической карте Санкт-Петербургской губернии П. И. Кёппена 1849 года она записана как деревня Lälitz (Лялицы) и указано количество её жителей на 1848 год: савакотов — 14 м. п., 17 ж. п., всего 31 человек, русских — 498 человек.

ЛЯЛИЦЫ — деревня графини Бобринской, по почтовой дороге, число дворов — 89, число душ — 205 м. п. (1856 год)

ЛЯЛИЦЫ — деревня, число жителей по X-ой ревизии 1857 года: 204 м. п., 245 ж. п., всего 440 чел.

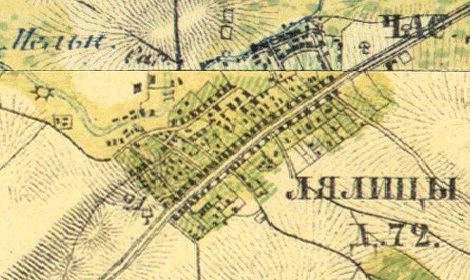
Деревня Лялицы на карте 1860 года

В 1860 году деревня насчитывала 72 двора. В деревне была часовня и водяная мельница.

ЛЯЛИЦЫ — мыза владельческая при реке безымянной, число дворов — 5, число жителей: 7 м. п., 6 ж. п.;

ЛЯЛИЦЫ — деревня владельческая при реке Солке, число дворов — 91, число жителей: 194 м. п., 223 ж. п. (1862 год)

В 1869—1870 годах временнообязанные крестьяне деревни выкупили свои земельные наделы у С. А. Бобринского и стали собственниками земли.

ЛЯЛИЦЫ — деревня, по земской переписи 1882 года: семей — 87, в них 176 м. п., 220 ж. п., всего 396 чел.

Сборник Центрального статистического комитета описывал деревню так:

ЛЯЛИЦЫ — деревня бывшая владельческая при реке Солке, дворов — 75, жителей — 410; Лавка. (1885 год)

Согласно материалам по статистике народного хозяйства Ямбургского уезда 1887 года мыза Лялицы площадью 4005 десятин принадлежала графине С. А. Бобринской, она была приобретена до 1868 года. Мыза вместе с мельницей и кузницей сдавалась в аренду.
По земской переписи 1899 года:

ЛЯЛИЦЫ — деревня, число хозяйств — 68, число жителей: 154 м. п., 200 ж. п., всего 354 чел.;
 разряд крестьян: бывшие владельческие; народность: русская — 336 чел., финская — 18 чел.

В конце XIX века деревня принадлежала графам Шуваловым. Накануне Первой мировой войны Лялицы относились к Ополицкой волости 1-го стана Ямбургского уезда, в деревне находилась земская школа. По приходским данным население деревни было смешанным — финско-русским.
По данным «Памятной книжки Санкт-Петербургской губернии» за 1905 год мызой Лялицы площадью 3144 десятины, владела графиня Софья Андреевна Бобринская (в первом браке княгиня Долгорукова, во втором браке княгиня Волконская (1887—1949), одна из первых женщин-пилотов). Кроме того, участком земли мызы Лялицы площадью 560 десятин владел крестьянин Иван Сергеевич Кирпуне, такой же участок в 560 десятин был в общей собственности ещё нескольких крестьян.
С 1917 по 1923 год деревня Лялицы входила в состав Лялицкого сельсовета Ополицкой волости Кингисеппского уезда.
С 1923 года в составе Ястребинской волости.
Согласно данным переписи населения СССР 1926 года в деревне Лялицы Ополицкого сельсовета проживали 336 человек, большинство русские, а также финны и эстонцы. Кроме того на хуторах Ново-Лялицы проживали 39 человек, большинство русские, а также эстонцы и латыши.
С февраля 1927 года в составе Кингисеппской волости. С июля 1927 года в составе Кингисеппского района.
С 1928 года в составе Гурлевского сельсовета. В 1928 году население деревни Лялицы составляло 375 человек.

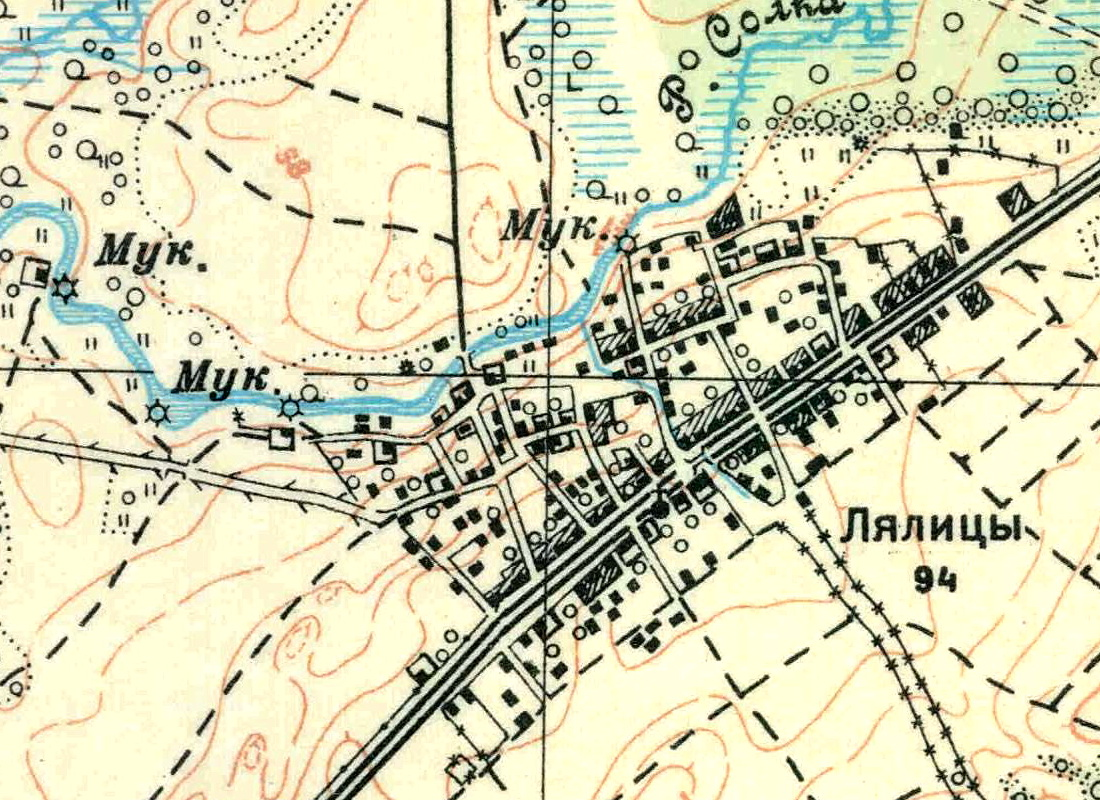
План деревни Лялицы. 1930 год

Согласно топографической карте 1930 года деревня насчитывала 94 двора. В деревне, на реке Солка, находились 4 водяных мукомольных мельницы.
По данным 1933 года деревня Лялицы и посёлок Новые Лялицы входили в состав Гурлевского сельсовета Кингисеппского района, объединявшего 11 населённых пунктов, в которых проживал 1251 человек. Центром сельсовета была деревня Гурлёво.
Деревня была освобождена от немецко-фашистских оккупантов 30 января 1944 года.
С 1954 года в составе Опольевского сельсовета.
В 1958 году население деревни Лялицы составляло 160 человек.
По данным 1966, 1973 и 1990 годов деревня Лялицы также входила в состав Опольевского сельсовета Кингисеппского района.
В 1997 году в деревне проживали 72 человека, в 2002 году — 99 человек (русские — 88 %), в 2007 году — 113.

## География
Деревня расположена в восточной части района на автодороге А180 (E 20) (Санкт-Петербург — Ивангород — граница с Эстонией) «Нарва».
Расстояние до административного центра поселения — 2 км.
Расстояние до ближайшей железнодорожной станции Кёрстово — 7 км.
Деревня находится на левом берегу реки Солка.

## Демография
| 1862 | 2007 | 2010 | 2017 |
| ---- | ---- | ---- | ---- |
| 419  | ↘113 | ↘85  | ↗141 |

Изменение численности населения за период с 1838 по 2021 год:

### Национальный состав
Согласно данным Всероссийской переписи населения 2021 года в деревне проживали 98 человек, из них:
 русские — 88, таджики — 8, украинцы — 2 человека.

## Пути сообщения
Через Лялицы проходит федеральная автомобильная дорога А180 E 20 «Нарва» Петербург — Ивангород — российско-эстонская граница. Через Лялицы проходят пригородные автобусные маршруты:
- № 66 Кингисепп — Перелесье — Велькота;
- № 67 Кингисепп — Фалилеево — Велькота;
- № 69 Кингисепп — Бегуницы;
- № 69А Кингисепп — Зимитицы;
- № 77/79 Кингиепп — Ополье — Сакколо — Кёрстово.

## Фото

Лялицы. Памятник погибшим землякам. 2021 год
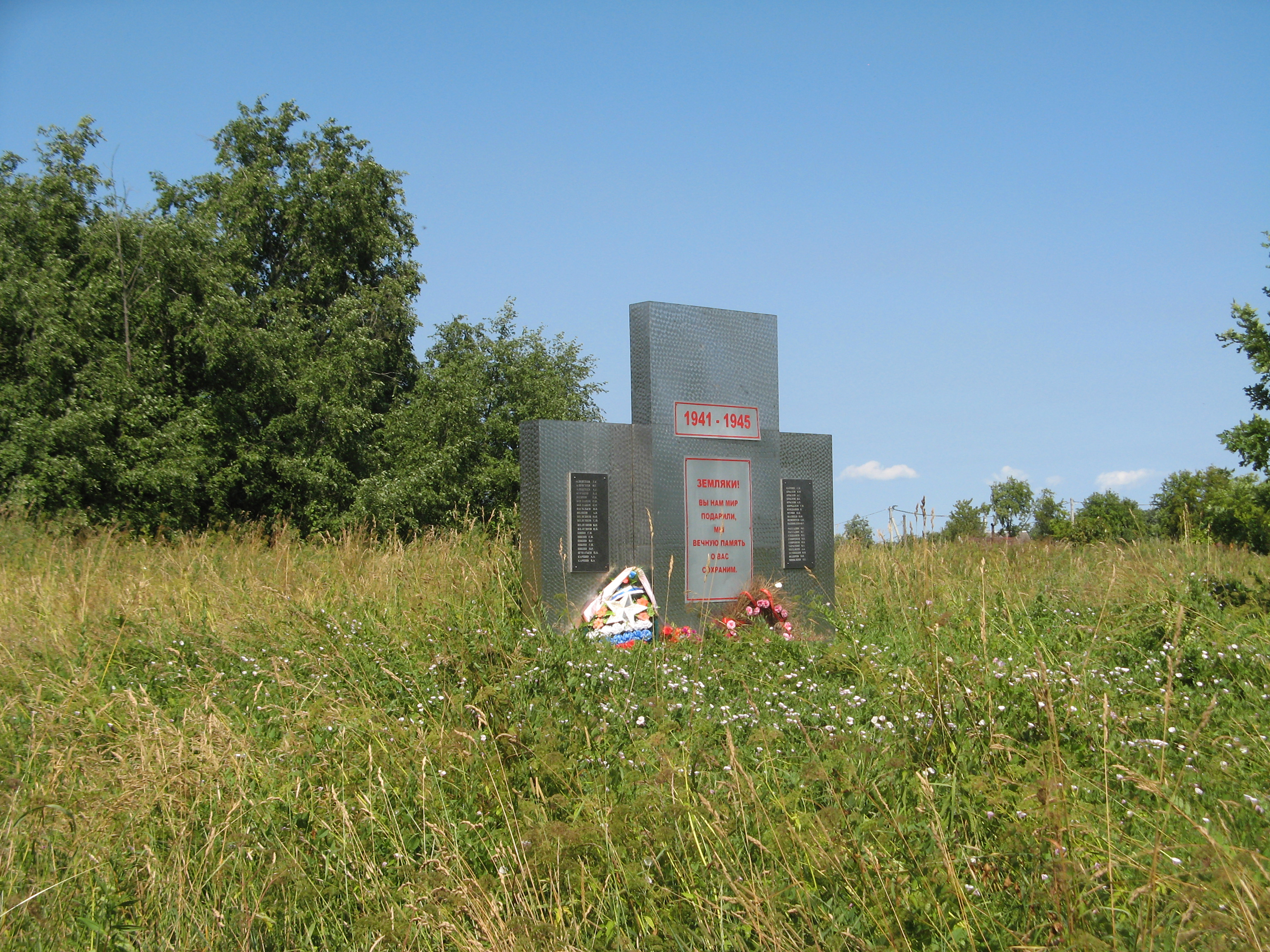
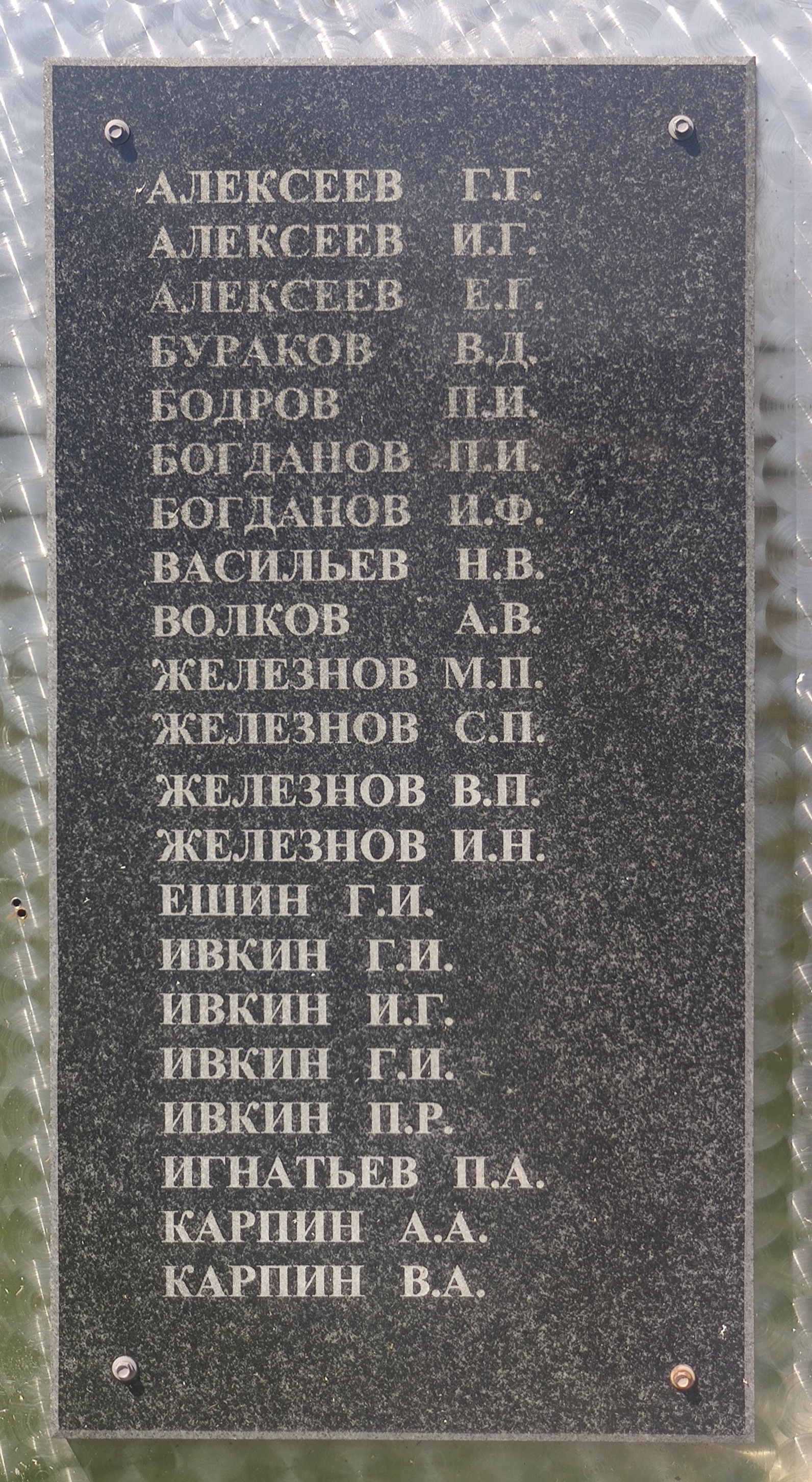
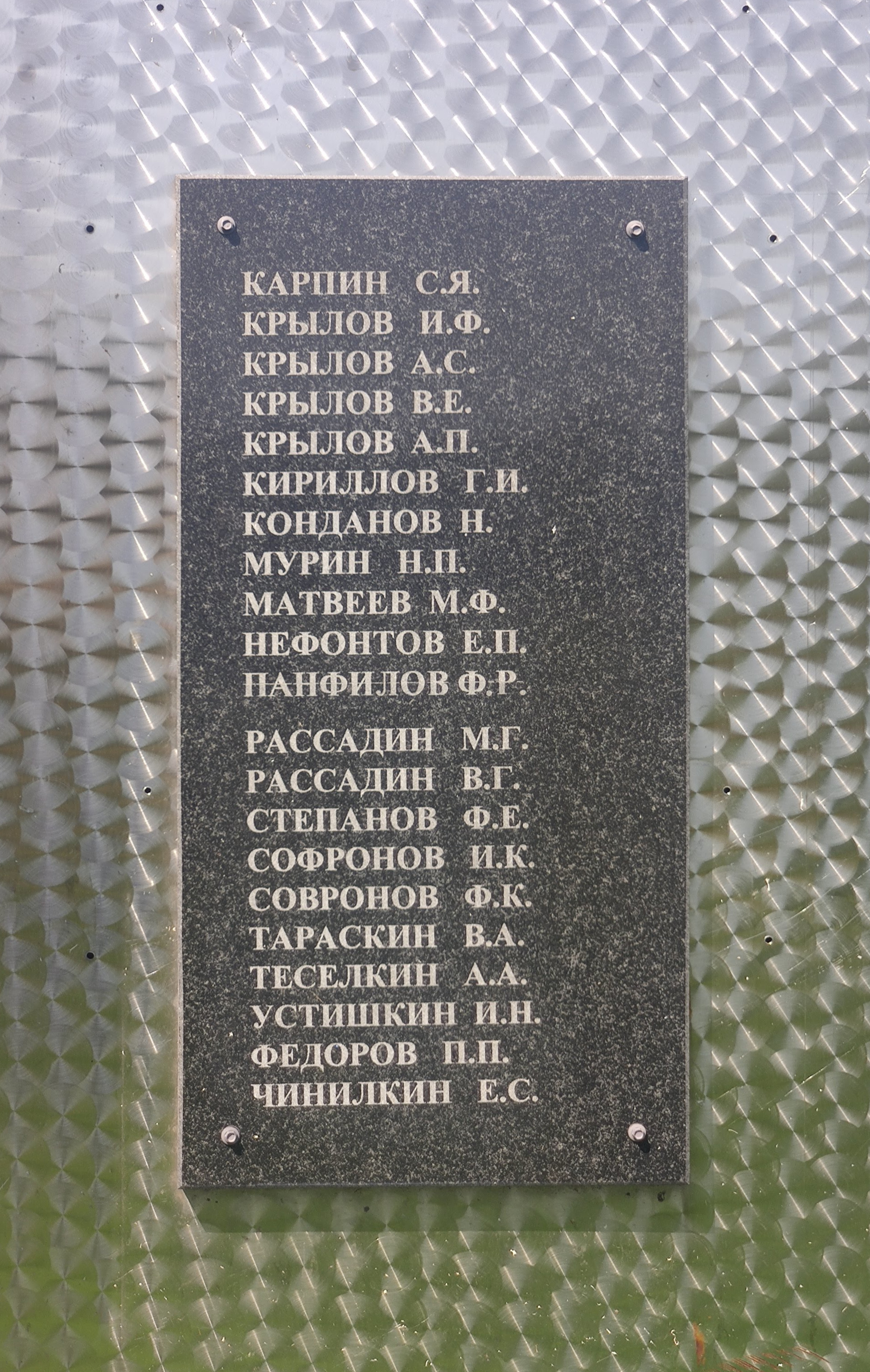